# Kedungboto (Limbangan)
Kedungboto is een bestuurslaag in het regentschap Kendal van de provincie Midden-Java, Indonesië. Kedungboto telt 2900 inwoners (volkstelling 2010).